# Кріс Фарлі
Крістофер Кросбі (Кріс) Фарлі (англ. Christopher Crosby Farley; 15 лютого 1964, Медісон — 18 грудня 1997, Чикаго) — американський актор і комік. Здобув популярність на початку 1990-х років, знявшись в музично-гумористичному шоу «Суботнього вечора в прямому ефірі». Знявся в декількох успішних комедійних фільмах, але більшу популярність отримав після виходу фільму «Ніндзя з Беверлі-Гіллз», в якому зіграв головну роль.

## Біографія
Народився 15 лютого 1964 року в столиці штату Вісконсин місті Медісон. Його мати, Мері Енн (уроджена Кросбі), була домогосподаркою, а батько, Том Фарлі, займався бізнесом. У Кріса було троє братів, Том Фарлі молодший, актори Кевін і Джон, а також сестра Барбара. Двоюрідний брат Джим, був віцепрезидентом компанії «Ford Motor». Сім'я Фарлі була ірландськими католиками та всі діти регулярно відвідували католицьку школу в Медісоні, а також вищу школу «Edgewood».
У 1986 році закінчив Університет Маркетта в Мілвокі за фахом «Театр і телемережі», де вивчав драму і зв'язок.
Після закінчення коледжу він працював з батьком в «Scotch Oil Company» в Медісоні, і тоді ж почав професійну акторську кар'єру в імпровізаційній комічній трупі в Ark Improv театрі. Під час гастрольного виступу з трупою «Second City Theatre» його побачив творець телешоу «Суботнього вечора в прямому ефірі» Лорн Майклз (Lorne Michaels) і запросив взяти участь в програмі, де Фарлі навчався під керівництвом режисера Дела Клоуза. Разом з коміком Крісом Роком навесні 1990 року Фарлі став одним з двох новачків в акторському складі SNL. Він часто виступав разом з Адамом Сендлером, Робом Шнайдером і Девідом Спейдом, який пізніше став його напарником в декількох фільмах. Змінивши й цей колектив на трупу Другого міського театру (де свого часу працював і Джон Белуші), Фарлі був «відкритий» для телебачення.
Кріс дебютував на телебаченні в 1990 році, уподобавши комедійні й фарсові персонажі, і незабаром став одним з найпопулярніших акторів телешоу. Сезон 94—95 рр. він присвятив телебаченню, а потім вирішив, що не погано було б зайнятися кінокар'єрою. Фарлі зіграв ролі в обох серіях «Світ Вейна» та «Світ Вейна 2» і «Яйцеголових».
Після того, як контракт Кріса з SNL закінчився, він зосередився на акторській кар'єрі в Голлівуді. У двох найвідоміших своїх фільмах «Тюхтій Томмі» і «Паршива вівця» Фарлі зіграв з близьким другом і колегою по SNL Девідом Спейдом. Кожна з комедій зібрала близько 32 мільйонів доларів в прокаті, і обидві вони користувалися великою популярністю на відеоносіях. Кріс Фарлі майже досяг зоряного статусу, але проблеми з алкоголем і наркотиками серйозно позначилися на його роботі. 
З початку 1997 року стан здоров'я Фарлі часто обговорювався в пресі. Він намагався лікуватися від ожиріння і наркотичної залежності, але так і не досяг успіху в цьому.

### Смерть
18 грудня 1997 року Фарлі помер в результаті зупинки серця через передозування спідболом. Труп Кріса Фарлі знайшов його молодший брат Джон у себе у квартирі на 60-му поверсі хмарочоса «Джон Генкок Центр» в Чикаго. Пізніше розтин показав, що Кріс помер рано вранці. 
П'ять днів по тому Кріс Фарлі був похований в його рідному Медісоні, були присутні більше ніж 500 осіб. Приїхали попрощатися і багато хто з його колег, у тому числі Філ Гартман, Адам Сендлер, Брендан Фрейзер, Стів Бушемі, Крістофер Вокен, Майк Маєрс і Ден Екройд.
Кріс Фарлі спочатку планувався на роль Шрека, після його смерті головного персонажа озвучував Майк Маєрс.

## Фільмографія
- 1990—1996 — Суботнього вечора в прямому ефірі (серіал) / Saturday Night Live ... — різні ролі
- 1991 — A Comedy Salute to Michael Jordan (ТБ) — камео
- 1992 — Світ Вейна / Wayne's World — охоронець
- 1992 — Шоу Джекі Томаса / The Jackie Thomas Show — Кріс Томас
- 1993 — Розанна (телесеріал) / Roseanne ... — людина в магазині одягу (в титрах не вказаний)
- 1993 — Яйцеголові / Coneheads — механік Ронні
- 1993 — Шоу Ларрі Сандерса / The Larry Sanders Show - Кріс Фарлі
- 1993 — Світ Вейна 2 / Wayne's World 2 — охоронець
- 1994 — Том (серіал) / Tom — Кріс
- 1994 — Порожньоголові / Airheads — поліціянт
- 1995 — Біллі Медісон / Billy Madison — водій автобуса (в титрах не вказаний)
- 1995 — Тюхтій Томмі / Tommy Boy — Томмі
- 1996 — Паршива вівця / Black Sheep — Майк Доннеллі
- 1997 — Всяка всячина (телесеріал) / All That ... — шеф-кухар «Чикаго Кетчуп»
- 1997 — Ніндзя з Беверлі-Хілз / Beverly Hills Ninja — Хару
- 1998 — Майже герої / Almost Heroes — Бартолом'ю Хант
- 1998 — Брудна робота / Dirty Work — Джиммі (в титрах не вказаний)

## Визнання
У 1996 році отримав премію каналу MTV в номінаціях Найкращий екранний дует і Найкраща комедійна роль (Тюхтій Томмі).
У 1997 році отримав премію каналу MTV в номінації Найкраща комедійна роль (Ніндзя із Беверлі Хіллз).
26 серпня 2005 року Кріс Фарлі був посмертно ушанований зіркою на Голлівудській Алеї Слави.